# Singularitat d'anell
Una singularitat o singularitat d'anell és la singularitat gravitatòria d'un forat negre giratori, o d'un forat negre de Kerr, que té forma d'anell.

## Descripció d'una singularitat d'anell

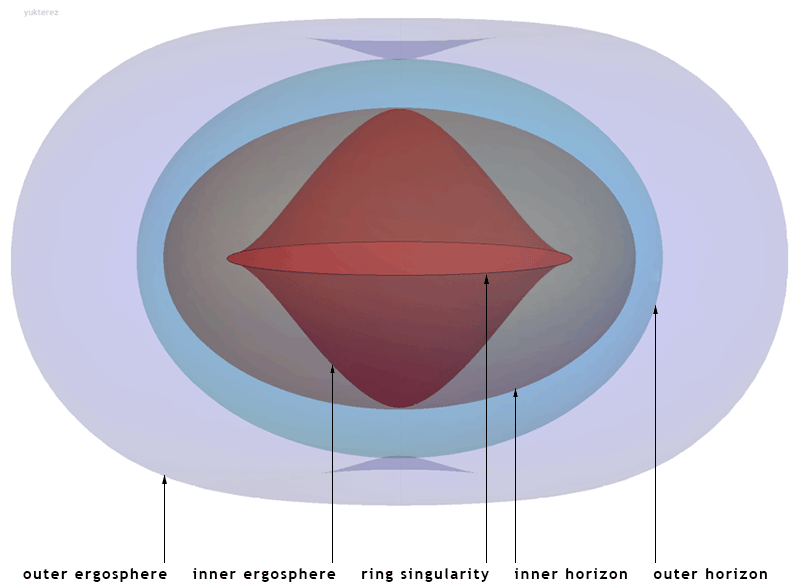
Horitzons d'esdeveniments i ergosferes d'un forat negre giratori; la singularitat es localitza a la torsió equatorial de l'ergosfera interior a R=a.

Quan un cos esfèric no giratori d'un radi crític col·lapsa sota la seva pròpia gravitació sota la relativitat general, la teoria suggereix que col·lapsarà a un punt únic de dimensió 0. Aquest no és el cas d'un forat negre giratori (un forat negre de Kerr ). Amb un cos fluid en rotació, la seva distribució de massa no és esfèrica (mostra una protuberància equatorial ) i té moment angular. Com que un punt no pot suportar la rotació o el moment angular en la física clàssica (la relativitat general és una teoria clàssica), la forma mínima de la singularitat que pot suportar aquestes propietats és, en canvi, un anell 2D amb un gruix zero però un radi diferent de zero, i això es refereix com a singularitat o singularitat de Kerr.
Els efectes d'arrossegament del marc de rotació d'un forat, descrits per la mètrica de Kerr, fan que l'espai-temps al voltant de l'anell experimenti una curvatura en la direcció del moviment de l'anell. Efectivament, això significa que diferents observadors col·locats al voltant d'un forat negre de Kerr als quals se'ls demana que assenyalin el centre de gravetat aparent del forat poden assenyalar diferents punts de l'anell. Els objectes que cauen començaran a adquirir moment angular de l'anell abans de colpejar-lo, i el camí que pren un raig de llum perpendicular (inicialment viatja cap al centre de l'anell) es corbarà en la direcció del moviment de l'anell abans de tallar-se amb l'anell.

## Travessabilitat i nuesa
Un observador que travessa l'horitzó d'esdeveniments d'un forat negre no giratori i sense càrrega (un forat negre de Schwarzschild) no pot evitar la singularitat central, que es troba en la línia del món futur de tot allò que hi ha a l'horitzó. Així, no es pot evitar l'espaguetificació per les forces de marea de la singularitat central.
Això no és necessàriament cert amb un forat negre Kerr. Un observador que cau en un forat negre de Kerr pot evitar la singularitat central fent un ús intel·ligent de l'horitzó d'esdeveniments intern associat a aquesta classe de forats negres. Això fa que teòricament (però poc probable a la pràctica) sigui possible que el forat negre de Kerr actuï com una mena de forat de cuc, possiblement fins i tot un forat de cuc travessant.

## La singularitat de Kerr com a forat de cuc "joguina"
La singularitat de Kerr també es pot utilitzar com a eina matemàtica per estudiar el "problema de la línia de camp" del forat de cuc. Si una partícula passa per un forat de cuc, les equacions de continuïtat del camp elèctric suggereixen que les línies de camp no s'han de trencar. Quan una càrrega elèctrica passa per un forat de cuc, les línies de camp de càrrega de la partícula semblen emanar de la boca d'entrada i la boca de sortida guanya un dèficit de densitat de càrrega a causa del principi de Bernoulli. (Per a la massa, la boca d'entrada guanya densitat de massa i la boca de sortida obté un dèficit de densitat de massa.) Com que una singularitat de Kerr té la mateixa característica, també permet estudiar aquest tema.

## Existència de singularitats d'anell
En general, s'espera que atès que el col·lapse habitual a un punt de singularitat sota la relativitat general implica condicions arbitràriament denses, els efectes quàntics poden arribar a ser significatius i evitar la formació de la singularitat ("fuzz quàntic"). Sense efectes gravitatoris quàntics, hi ha bones raons per sospitar que la geometria interior d'un forat negre giratori no és la geometria de Kerr. L'horitzó d'esdeveniments interior de la geometria de Kerr probablement no és estable, a causa del canvi infinit de blau de la radiació que cau. Aquesta observació va ser recolzada per la investigació de forats negres carregats que presentaven un comportament similar de "canvi al blau infinit". Tot i que s'ha fet molta feina, el col·lapse gravitatori realista dels objectes en forats negres giratoris i la geometria resultant, segueix sent un tema de recerca actiu.